# Pitfall (programa de concursos)
Pitfall es un programa de concursos canadiense que se emitió en Estados Unidos y Canadá desde el 14 de septiembre de 1981 hasta septiembre de 1982. El presentador fue Alex Trebek y el locutor fue John Barton, quien también se desempeñó como coproductor. Los concursantes intentaban predecir las respuestas de la audiencia del estudio a una serie de pregundas y, en una ronda de bonificación, debían avanzar por un puente compuesto de varias secciones con trampas ocultas respondiendo a preguntas de cultura general.
El programa se filmaba en Panorama Studios en Vancouver, Columbia Británica y eataba producido por Catalena Productions, con la distribución a cargo de Rhodes Productions. La producción del programa terminó debido a la quiebra de Catalena en 1982; como resultado, a muchos concursantes y personal nunca se les pagó.

## Modos de juego

### Juego principal
Dos concursantes intentaban predecir cómo había respondido la audiencia del estudio a varias preguntas sobre su estilo de vida y preferencias personales. Para cada pregunta, a los concursantes y al público se les mostraban cuatro posibles respuestas. Usando un teclado, cada miembro de la audiencia elegía una de las respuestas, después de lo cual Trebek le pedía a cada concursante que eligiera la respuesta que pensaba que había recibido el mayor porcentaje de votos. Los concursantes no podían elegir la misma respuesta. El campeón elegía primero en la pregunta de apertura, y el orden se alternaba entre los concursantes en cada una de las siguientes.
Los concursantes obtenían un punto por elegir la respuesta más popular a una pregunta. También podían ganar un máximo de pases (pit passes), que entraban en juego en la ronda de Pitfall. Se otorgaba un pase cuando un concursante alcanzaba 1, 3 y 5 puntos.
El primer competidor en llegar a cinco puntos  en cinco minutos, o el que estaba en cabeza cuando se acaba el tiempo, avanzaba a la ronda de bonificación, conocida como la ronda de Pitfall.

### Ronda de Pitfall
El campeón de la primera ronda intentaba cruzar un puente compuesto por ocho secciones numeradas en menos de 100 segundos respondiendo preguntas de cultura general. Tres de las ocho secciones contenían trampas, y al pisar una el concursante descendía hasta el piso debajo del puente. Antes de que comenzara la ronda, las secciones del puente se iluminaban en orden aleatorio; las secciones seguras se iluminaban una vez, mientras que las trampas se iluminaban dos veces. Tras observar las luces, el concursante escogía entre ocho tarjetas numeradas tantas como pases había obtenido en la ronda anterior.
Trebek y el campeón subían en ascensor hasta el extremo izquierdo del puente, y la cuenta atrás arrancaba cuando Trebek comenzaba a leer la primera pregunta. El campeón solo podía avanza a la siguiente sección respondiendo correctamente a una pregunta; si daba una respuesta incorrecta o pasaba, Trebek leía la respuesta y una nueva pregunta. El concursante podía usar un pase antes de entrar en una sección para eludirla por completo, ya fuera una trampa o no. Si entraba en una trampa, descendía en ascensor al piso del escenario mientras el reloj continuaba corriendo. Trebek esperaba los  aproximadamente 10 segundos que duraba el descenso antes de seguir haciendo preguntas. El ascensor volvía a ascender, a reloj parado, una vez que el concursante contestaba correctamente.
En las primeras emisiones, el concursante recibía 100 dólares canadienses por cada sección alcanzada u omitida dentro del límite de tiempo, y un paquete de premios por un total de aproximadamente 5000 dólares al llegar al extremo derecho del puente. Posteriormente, el concursante recibía un premio por llegar a la quinta sección y un paquete de premios de aproximadamente 2500 dólares por cruzar el puente.

## Cancelación
Catalena Productions, que también produjo la reposición emitida por varias cadenas de Let's Make a Deal en 1980-81, quebró a principios de 1982 después de ser demandada por no pagar ni a Monty Hall ni a Stefan Hatos, los productores de esa serie. Como resultado, Trebek nunca recibió su salario por su labor de anfitrión y la mayoría, si no todos, de los concursantes que aparecieron en el programa nunca recibieron sus ganancias en efectivo o premios.
Trebek luego comentó que el programa fue una mala experiencia, ya que la falta de pago se produjo en un momento en que «el dinero le hubiera venido bien» por tener que desplazarse regularmente entre Vancouver y el sur de California, donde estaba presentando Battlestars en NBC al mismo tiempo que Pitfall. Trebek también declaró que enmarcó el cheque sin fondos de Catalena Productions por su salario de 49 000 dólares y lo colgó en su casa.
Trebek continuó refiriéndose al programa como «una de las grandes tragedias de su vida» y ha señalado que fue la única vez que no le pagaron por las tareas de anfitrión.

## Concepto original
De acuerdo con la serie documental de Game TV en 2020 The Search for Canada's Game Shows, Catalena presentó originalmente Pitfall como un posible estreno para el otoño de 1979, con John Barton —quien finalmente serviría como locutor de la serie dos años después— como maestro de ceremonias y un formato diferente que consistía en celebridades dando respuestas a preguntas al estilo Hollywood Squares; Nipsey Russell y Marty Allen estuvieron entre los participantes en el piloto. Muchos años después, los miembros del personal contaron que el formato de celebridad fue descartado después de que una de las estrellas invitadas, se rompió los dedos y posteriormente amenazó con una demanda. Como resultado, se pospuso la serie y tanto el escenario como las reglas del juego recibieron renovaciones considerables durante los próximos dos años.[cita requerida]